# 相近冠唇花
相近冠唇花（学名：Microtoena affinis）为唇形科冠唇花属下的一个种。

## 扩展阅读
- 維基物種上的相關：相近冠唇花